# Армандо Барера
Армандо Барера Аира (шп. Armando Barrera Aira; Хавана, 18. новембар 1995) кубаски је пливач чија ужа специјалност су трке леђним стилом. 

## Спортска каријера
Прво значајније међународно такмичење на ком је барера наступио је било светско првенство у малим базенима у Истанбулу 2012, где се такмичио у све три појединачне трке леђним стилом, али без неких запаженијих резултата. Сличне резултате је постигао и две године касније, на првенству у Дохи 2014, односно Хангџоуу 2018. године. 
На светским првенствима у великим базенима је дебитовао у Казању 2015. где је заузео 25. место у квалификацијама трке на 200 леђно. Учествовао је и на светском првенству у корејском Квангџуу 2019, где је наступио у све три квалификационе трке леђним стилом — 49. на 50 метара, 47. на 100 метара и 37. место на 200 метара. 
Најбоље резултате у каријери је постигао на Играма Централне Америке и Кариба у Баранкиљи 2018, где је освојио две сребрне медаље на 100 и 200 леђно. Такмичио се и на Панамеричким играма у Торонту 2015. (8. место на 200 леђно) и Лими 2019. године. 